# Cardinalis sinuatus
Il cardinale del deserto (Cardinalis sinuatus Bonaparte, 1838) è un uccello passeriforme della famiglia dei Cardinalidi.

## Descrizione

### Dimensioni
Misura circa 21 cm di lunghezza, per un'apertura alare inferiore ai 25 cm ed un peso di 24-43 g.

### Aspetto

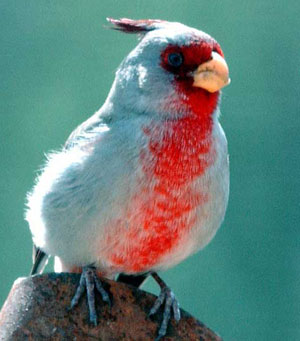
Un maschio visto frontalmente lascia ben osservare la banda rossa che dalla faccia scende fino al sottocoda.

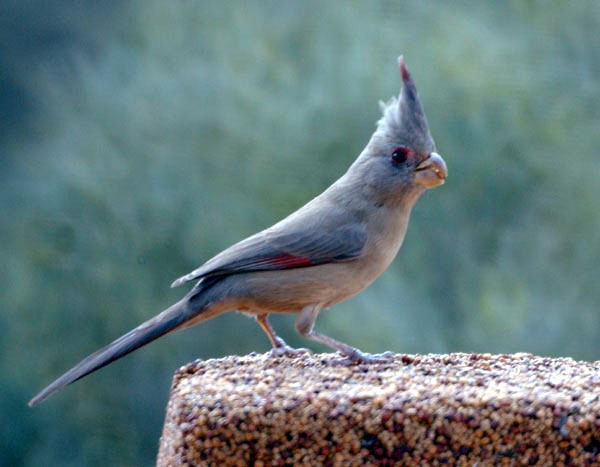
Una femmina.

Il cardinale del deserto ha un aspetto massiccio, con presenza di una cresta erettile sulla testa e di un caratteristico becco tozzo e incurvato che ricorda quello dei ciuffolotti o dei pappagalli.
A differenza delle altre due specie di cardinale, in questo uccello l'estensione del rosso è molto inferiore: nel maschio esso forma una banda che partendo dalla faccia (dove forma una mascherina attorno a occhi e becco) prosegue verso gola, petto, ventre, e sottocoda. Anche la punta della cresta e la parte inferiore delle ali (nonché le copritrici mediane) sono rosse, mentre il resto del corpo è grigiastro, con tendenza a schiarirsi nella zona ventrale. Nella femmina il rosso è quasi assente, limitandosi alla punta della cresta e ad alcune sfumature più o meno marcate su fianchi e faccia. La femmina del cardinale del deserto è molto simile alla femmina di cardinale rosso, tanto che nelle aree in cui le due specie convivono esse si ibridano senza problemi.

In ambedue i sessi il becco è di colore giallo, le zampe sono di color carnicino scuro e gli occhi bruno scuro.

## Biologia
Si tratta di uccelli diurni, che vivono da soli o in coppie e al di fuori della stagione fredda (quando possono riunirsi in stormi che contano anche migliaia d'individui) sono spiccatamente territoriali, che segnalano la propria presenza e autorità sul proprio territorio cantando da punti sopraelevati ed attaccano gli intrusi conspecifici inseguendoli ed eventualmente colpendoli col becco.
Il canto del cardinale del deserto è praticamente identico a quello del cardinale rosso, rispetto al quale cambia l'intensità che nel primo è inferiore: nonostante la forte similitudine, non sono mai stati osservati fenomeni di territorialità fra le due specie. Il canto delle femmine è ancora più sommesso di quello dei maschi.

### Alimentazione

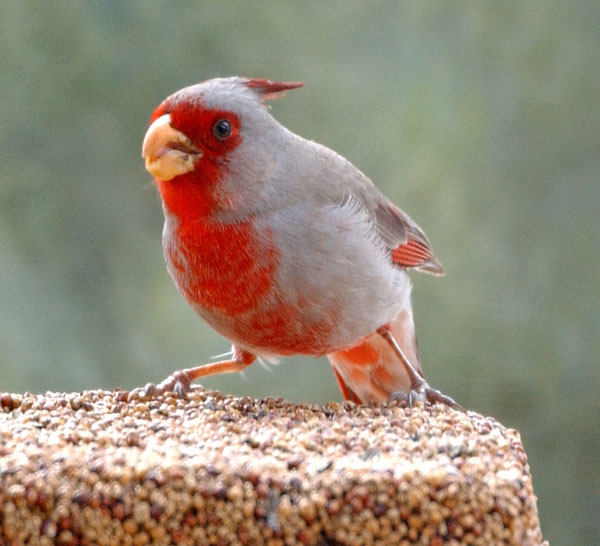
Un maschio si nutre ad una mangiatoia.

Il cardinale del deserto è un animale essenzialmente granivoro, che si nutre in massima parte dei semi di graminacee, ma non disdegna di mangiare anche frutta, bacche ed insetti, dei quali si nutre in misura maggiore rispetto agli altri cardinali, tanto che nelle piantagioni di cotone la sua presenza è considerata come benefica, poiché si nutre più di curculioni che di semi di cotone.

### Riproduzione
La stagione riproduttiva comincia solitamente verso la metà di marzo, per finire a metà agosto: con l'approssimarsi di essa il maschio diviene via via più territoriale.
Il nido viene costruito dalla femmina nel folto della vegetazione, intrecciando a guisa di coppa ramoscelli e fili d'erba: esso è piuttosto piccolo e contiene dalle 2 alle 4 uova tondeggianti e biancastre, con maculature grigie o verdi. È sempre la femmina ad occuparsi della cova, che dura circa due settimane, mentre il maschio le porta il cibo.
Alla schiusa, i nidiacei sono ricoperti da un rado piumino grigiastro e possiedono un grosso becco di colore giallo brillante con bordi rossi: essi vengono nutriti abbondantemente da ambedue i genitori e sono in grado d'involarsi già 10 giorni dopo la schiusa, sebbene essi tendano a non allontanarsi per circa un altro mese, riunendosi poi in grossi stormi.
I cardinali del deserto possono vivere fino a 8 anni.

## Distribuzione e habitat

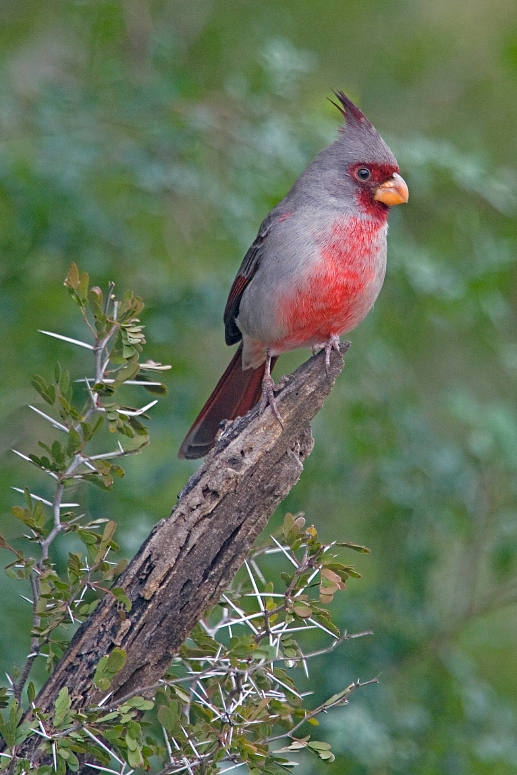
Un maschio a Roma, in Texas.

La specie è diffusa negli Stati Uniti centro-meridionali (Arizona sud-orientale, Nuovo Messico centro-meridionale e Texas occidentale) oltre che in una vasta parte del Messico ad est della Sierra Madre Occidentale (luogo quest'ultimo dove tuttavia non è presente), a sud fino alla Sierra Madre del Sud e all'istmo di Tehuantepec: lo si trova anche nella penisola di Bassa California.
Come intuibile dal nome comune, il cardinale del deserto è un abitatore degli ambienti cespugliosi desertici e semidesertici, prediligendo in particolare quelli con prevalenza di carrubi americani del genere Prosopis: specialmente in Messico, però, lo si può trovare anche ai margini delle aree boschive.
Si tratta di una specie che tende ad essere stanziale: tuttavia, in caso di scarsità di cibo il cardinale del deserto può compiere senza problemi spostamenti anche consistenti, e ciò avviene soprattutto nelle aree settentrionali dell'areale occupato da questo uccello. Ad esempio, un singolo esemplare di cardinale del deserto venne catturato a Costa Mesa, in California.

## Tassonomia
Il cardinale del deserto fa parte della famiglia dei Cardinalidi, comprendente numerose specie di piccoli uccelli diffusi in America e nell'ambito della quale è molto affine al cardinale rosso e cardinale vermiglio, assieme ai quali è ascritto al genere Cardinalis.
Un tempo la specie veniva ascritta al genere Pyrrhuloxia, proveniente dalla fusione delle parole greche πυρρος (pyrrhos, "colore del fuoco", in riferimento alla colorazione rossa)  e λοξος (loxos, "obliquo", in riferimento al becco), ma anche portmanteau dei nomi già esistenti Pyrrhula (genere al quale vengono ascritte numerose specie di ciuffolotto) e Loxia (genere al quale vengono ascritti i crociere).
Se ne riconoscono tre sottospecie:
- Cardinalis sinuatus sinuatus Bonaparte, 1838, diffusa dagli Stati Uniti centro-meridionali fino al Messico centro-orientale;
- Cardinalis sinuatus fulvescens Van Rossem, 1934, diffusa dall'Arizona meridionale al Messico nord-occidentale;
- Cardinalis sinuatus peninsulae Ridgway, 1887, diffusa nella penisola di Bassa California;